# Zhuchengtitan zangjiazhuangensis
Zhuchengtitan zangjiazhuangensis es la única especie conocida del género extinto Zhuchengtitan ("titán de Zhucheng") es un género extinto de dinosaurio saurópodo titanosaurio que vivió a finales del período Cretácico, hace aproximadamente 72 millones de años, durante el Maastrichtiense, en lo que es hoy Asia. Sus fósiles fueron encontrados en Shandong, China. Solo se conoce una especie, Z. zangjiazhuangensis, nombrada por Mo Jinyou y colaboradores en 2017.

## Descripción

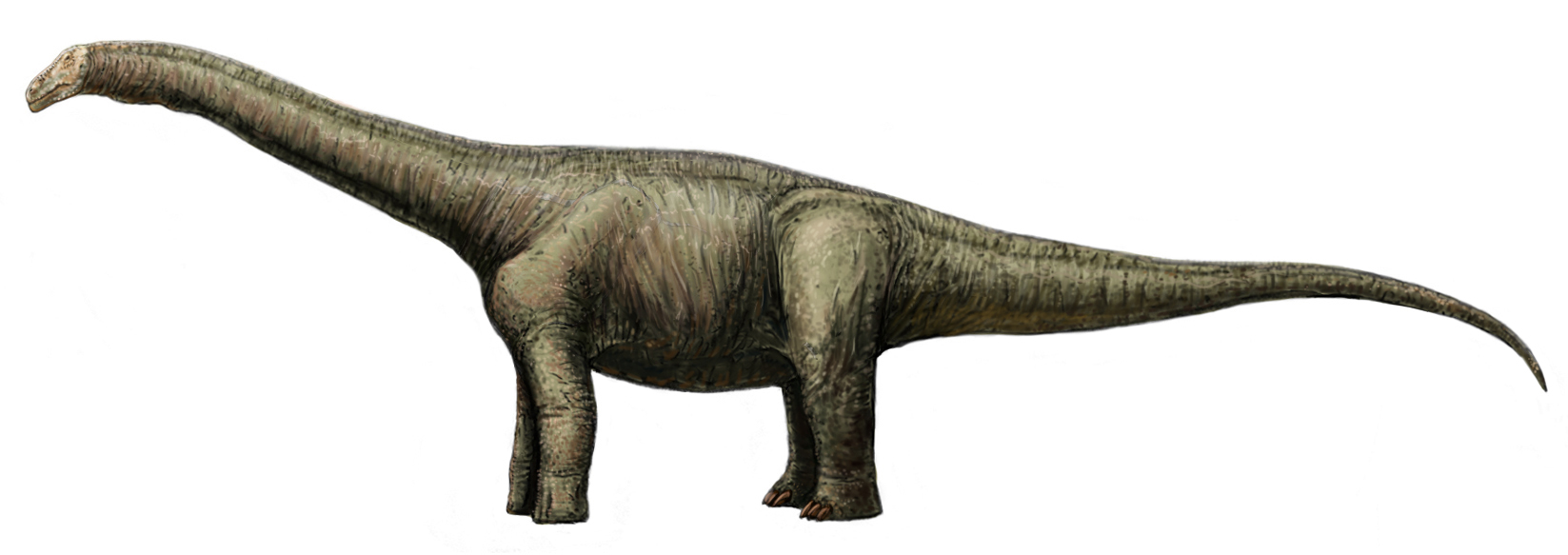
Reconstrucción del cercanamente emparentado Opisthocoelicaudia.

El húmero ZJZ-57 al ser visto de frente mide 108 centímetros de largo, 59,3 centímetros de ancho en la parte superior, 23,1 centímetros en su parte media, y 37,5 cm de ancho en la parte inferior. Puede ser identificado por la gran anchura de su extremo superior al ser comparado con otros titanosaurios, la cual equivale a 0,55 veces su longitud total. Esta cifra es cercana a los 0.49 de Saltasaurus y los 0.56 de Opisthocoelicaudia. En consecuencia, el índice de robustez (IR) (la proporción entre el promedio de las tres medidas de anchura y la longitud) es bastante alto, con 0.39; Saltasaurus tiene un IR de 0.35, mientras que Opisthocoelicaudia tiene un IR de 0.38. La anchura se origina desde el borde interno del hueso, el cual posee una inclinación más pronunciada hacia adentro en el extremo superior del hueso que en el extremo inferior.
Más hacia abajo, el eje del hueso es cilíndrico en sección transversal, con el eje largo orientado hacia lateralmente. La cresta deltopectoral, la cual se locliza en la superficie frontal cerca del extremo superior del hueso, es muy prominente, y tiene un proceso en forma de gancho de cerca de 13 de toda su longitud. Se extiende hacia abajo hacia el eje medio del hueso, y lateralmente de tal forma que ocupa 25 externos de la anchura del hueso. En Opisthocoelicaudia la cresta es más ancha, ocupando 12 de la anchura del hueso. El húmero forma una ancha depresión en la sección del eje más hacia adentro que la propia cresta.
Cerca del extremo superior de la parte posterior del hueso, hay dos depresiones que bordean una cresta central, la cual se extiende hacia arriba para apoyar la cabeza humeral redondeada. En la parte inferior del hueso, los dos cóndilos que se articulan respectivamente con el radio y la ulna están separados por un ancho pero poco profundo surco intercondilar, y hay una cresta baja pero robusta de cada lado del surco. Estas estructuras son más prominentes en Saltasaurus y Opisthocoelicaudia. Los cóndilos se expanden hacia el frente del hueso; al ser vistos desde abajo, la superficie de los cóndilos es muy rugosa.

## Descubrimiento e investigación
Zhuchengtitan es conocido a partir de un único húmero que fue descubierto en el Grupo Wangshi dentro de la región de Zhucheng, Shandong, China. Las principales localidades fósiles en la región son la canteras Longgujian, Kugou y Zangjiazhuang. En 2008, investigadores del Centro de Investigación y Cultura de Dinosaurios de Zhucheng descubrieron el húmero y algunos otros huesos de saurópodo en la cantera Zangjiazhuang; el húmero fue catalogado como el espécimen ZJZ-57 en el Centro. Aunque el húmero está completo en su mayor parte, el borde exterior del extremo superior, todos los bordes del extremo inferior exceptuando el borde posterior, y la cresta deltopectoral se han perdido o dañado parcialmente. Adicionalmente, las partes preservadas se hallan deformadas.
Localmente, el Grupo Wangshi se divide en dos unidades menores, las formaciones Xingezhuang y Hongtuya. Los depósitos de la Formación Xingezhuang consiste de rocas clásticas multicolores formadas por limolita, arenisca y arcilla de color gris, mientras que los depósitos de la Formación Hongtuya son formados por capas interdigitadas de arenisca y conglomerado, limitadas en la parte superior por una capa de basalto. El límite entre ambas se forma por un conglomerado arenoso y depósitos de arenisca; el espécimen ZJZ-57 se origina de este límite.
En 2017, ZJZ-57 fue descrito por Mo Jinyou, Wang Kebai, Chen Shuqing, Wang Peiye y Xu Xing en un artículo científico publicado en la revista Geological Bulletin of China. Ellos lo nombraron como un nuevo género y especie de saurópodo titanosaurio, Zhuchengtitan zangjiazhuangensis; el nombre del género Zhuchengtitan combina la referencia a Zhucheng con el sufijo griego titan ("titán", por "titanosaurio"), mientras que zangjiazhuangensis se refiere a su origen en la cantera Zangjiazhuang.

## Clasificación
Debido a la expansión hacia adentro y hacia abajo de la cresta deltopectoral, la hinchazón localizada del hueso que rodea la cresta y la presencia de un proceso saliente 13 a lo largo de la cresta, Mo y sus colegas asignaron Zhuchengtitan a Saltasauridae , dado el estatus de estos rasgos como características definitorias del grupo. A pesar de las diferencias en los cóndilos, reconocieron que la forma y las proporciones del húmero, incluido el RI, eran más similares a las del Opistocoelicaudia. Por lo tanto, plantearon la hipótesis de que Opisthocoelicaudia y Zhuchengtitan pueden estar estrechamente relacionados, pero señalaron que esta conclusión tendría que ser confirmada mediante el descubrimiento de material adicional. En cuanto a otros titanosáuridos asiáticos, Zhuchengtitan se puede distinguir de Qingxiusaurus, Huabeisaurus, Borealosaurus y Phuwiangosaurus por la mayor anchura del extremo superior de su húmero, así como por su cresta deltopectoral mejor desarrollada. No se puede comparar con otros géneros que carecen de húmeros conservados.

## Paleoecología
Los depósitos de los que se originó Zhuchengtitan son característicos de abanicos aluviales, ríos trenzados y llanuras aluviales. Basado en la datación argón-argón de la capa de basalto en su extremo superior, el miembro Hongtuya en Zangjiazhuang se ha estimado en 73,5 Ma, lo que lo ubica durante la época Campaniense del período Cretácico. Otros dinosaurios encontrados en Zangjiazhuang incluyen el ornitópodo hadrosáurido Shantungosaurus giganteus, referido por Mo y sus colegas como "Huaxiasaurus maximus", el terópodo tiranosáurido Zhuchengtyrannus magnus, y el ceratópsido Sinoceratops zhuchengensis. Los fósiles de dinosaurios en Zangjiazhuang generalmente solo consisten en unos pocos especímenes, excepto los miles de especímenes de Shantungosaurus que se conocen, que probablemente representan a las víctimas de un evento de mortalidad masiva repentina.